# Facitorus tamdaoensis
Facitorus tamdaoensis är en stekelart som beskrevs av Sergey A. Belokobylskij och Long 2005. Facitorus tamdaoensis ingår i släktet Facitorus och familjen bracksteklar. Inga underarter finns listade i Catalogue of Life.